# Åke Ödmark

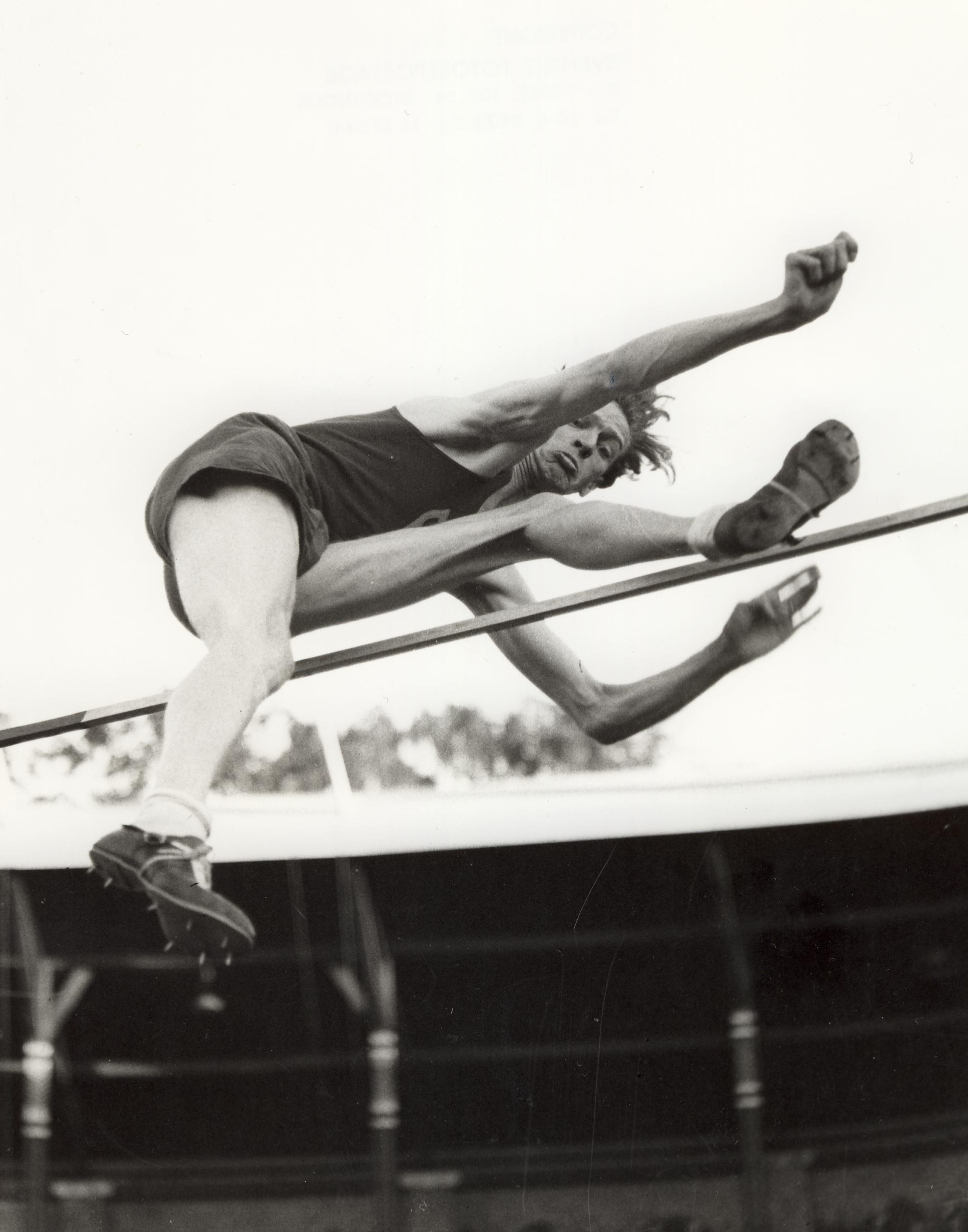
Åke Ödmark in den 1930ern

Åke Ödmark (* 29. Oktober 1916 in Strömsund; † 4. September 1994 in Stockholm) war ein schwedischer Hochspringer.
1936 wurde er Zwölfter bei den Olympischen Spielen in Berlin und 1938 Vierter bei den Leichtathletik-Europameisterschaften in Paris. 
Seine persönliche Bestleistung von 2,00 m stellte er am 22. Juni 1941 in Strömsund auf.